# Орская крепость
Орская крепость — крепость, заложенная Российской империей в августе 1735 года при впадении реки Орь в реку Урал. 
В настоящее время — город Орск.

## История

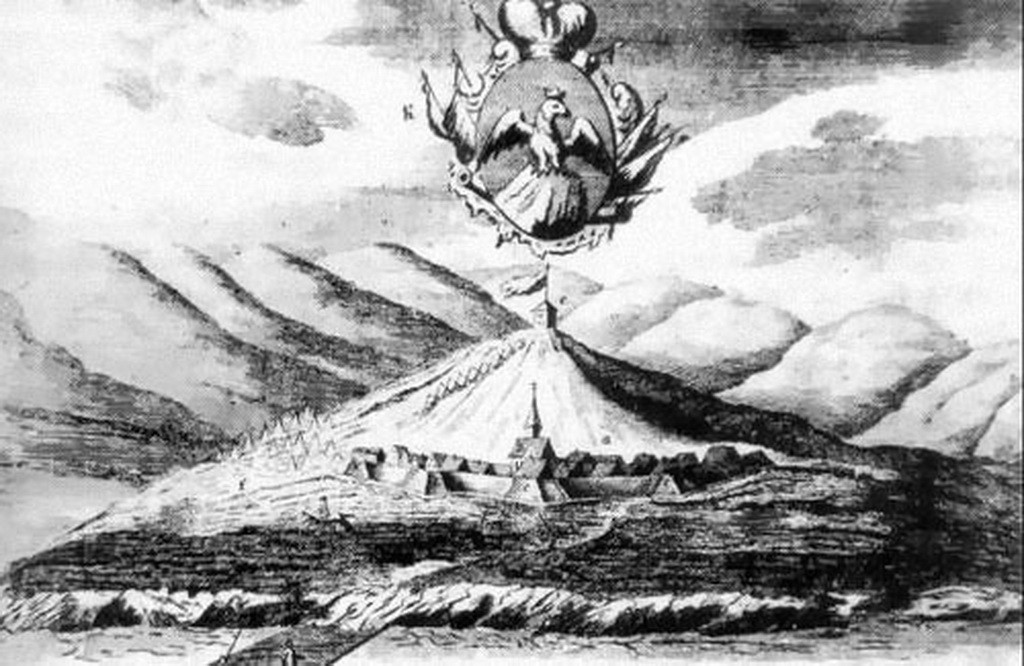
Орская крепость с гербом на рисунке Джона Кэстля, 1736 год

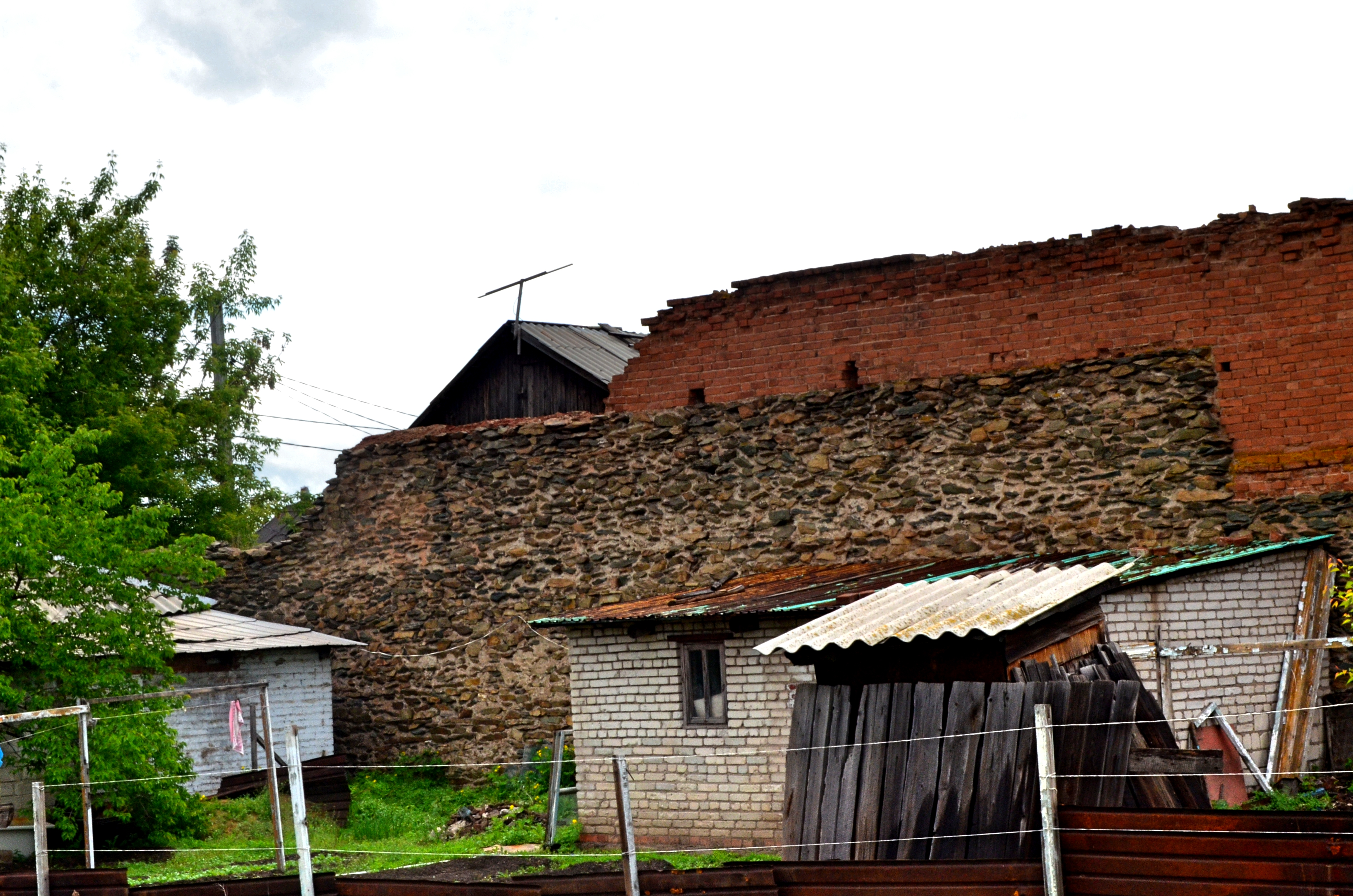
Остатки стены крепости

Изначально крепость была заложена Оренбургской экспедицией 15 (26) августа 1735 на левом берегу реки Яик восточнее места впадения в неё реки Орь на границе Бурзянской, Кипчакской волостей Уфимской провинции и казахских степей как крепость Оренбурга — будущего центра Оренбургской губернии. По отчёту начальника экспедиции И. К. Кириллова, в конце августа был также заложен, но «оставлен без работы» сам город Оренбург в полутора километрах от крепости, близ устья реки Орь. Основание крепости стало одной из главных причин башкирских восстаний 1735—1740 годов. Но уже в 1739 году Оренбург был перенесён к урочищу Красная гора, а с третьей попытки в 1743 году оказался на нынешнем месте — на удалении более чем в 200 километров от первого места, на правом берегу реки Урал около устья реки Сакмары (см. Оренбургская крепость). Крепость была сохранена, в течение некоторого времени была известна под именем «первого Оренбурга», а с августа 1741 году стала называться Орской (указ «прежний Оренбург именовать Орская крепость» вышел раньше, 20 августа 1739 года) и со временем стала главной крепостью Орской дистанции Оренбургской линии, в её подчинение входили пять других крепостей и девять редутов.
В 1738 году в полуверсте (около 500 м) от Орской крепости новым начальником Оренбургской экспедиции В. Н. Татищевым — который и был автором предложения перенести Оренбург в другое место — был построен меновой двор (на его месте сейчас рынок Старого города); таможенные сборы от торговли с Казахстаном и Азией в 1745 году составили 6 893 рубля. Крепость стала  терять торговое значение с 1746 года в связи с развитием оренбургского менового двора, но торговые пути на Хиву и Бухару, как и маршрут из Зауралья в Оренбург, продолжали проходить через неё. 
Во время пугачёвского восстания крепость оказалась единственной уцелевшей в Орской дистанции, и даже не подвергавшейся приступам. Это было связано с тем, что в крепости (комендант секунд-майор Ф. Беенке) в придачу к гарнизонному батальону под началом секунд-майора С. С. Преволоцкого и казацкой команды, в конце 1773 года оказались ещё две лёгкие полевые команды (1000 солдат), которые должны были следовать отсюда в Оренбург под командованием генерал-майора С. К. Станиславского, сюда же были переведены гарнизоны других крепостей, защита которых была признана невозможной. Командование планировало, что эти силы проследуют из крепости на поддержку осаждённого Оренбурга, но Станиславский, по словам Пушкина, «действовал нерешительно, теряя бодрость при малейшей опасности, и под разными предлогами отказывался от исполнения своего долга». Войска оставались в крепости на протяжении пяти месяцев; заговор местных татар в конце февраля 1774 года удалось раскрыть (в том числе арестованными оказались казаки-татары во главе с атаманом Касимовым). В начале мая Станиславский наконец вывел войска из крепости на преследование Пугачёва, но почти сразу повернул обратно «в любимую свою Орскую крепость».
К 1737 году в крепости было поселено 500 человек, в 1741 году зафиксировано 136 жителей, а в 1856 году — около 1500 человек.
Укрепления поддерживались до 1830-х годов, когда с передвижением пограничной линии её оборонительная роль была утрачена. В 1861 году крепость была упразднена и преобразована в станицу Оренбургского казачьего войска. В 1865 году был образован город Орск.

## Архитектура
Первоначальная крепость была небольшой (145 х 120 саженей, около 300 х 250 метров), четырёхугольной в плане, окружённой рвом двухметровой глубины и валами с бастионами по углам. Вал содержал двое ворот (на севере и на западе), по его гребню проходил плетнёвый забор, на бастионах были установлены пушки. В центре (там, где сегодня расположен Индустриальный колледж) была построена церковь Андрея Первозванного.
На Преображенской горе была сооружена деревянная цитадель с частоколом вокруг, которая В 1742 году при начальнике Оренбургского края И. И. Неплюеве была расширена и обнесена валом высотой в три метра с четырьмя бастионами и двумя полубастионами; новое укрепление назвали Преображенским замком.
Паводок Яика 1749 года повредил практически все постройки крепости, особенно церковь, жители «едва могли с нуждой убраться». После этого постройки были перенесены на новое место, примыкающее к горе, в 1751 году на горе вместо цитадели была завершена новая «полукаменная» Преображенская церковь.
В начале XIX века крепость была прикрыта весьма слабой оградой: с юго-восточной, южной и юго-западной сторон, от Безымянного озера к реке Уралу шел небольшой бруствер, без рва, неправильного расположения, преимущественно кремальерного; с восточной стороны от того же озера до реки простиралась лишь линия рогаток; на вооружении стояло 11 орудий.

## События
Немало знаменитых людей побывало в Орской крепости: астроном Христофор Эйлер, сын известного математика Леонарда Эйлера, который по заданию Петербургской Академии наук с 23 мая по 3 июня 1769 года с горы Преображенской, из временной обсерватории, наблюдал прохождение Венеры перед диском Солнца; 13(24)июля 1769 года в Орской крепости был немецкий путешественник и российский академик П. С. Паллас; в 1829 году немецкий учёный Александр Гумбольдт. В 1837 году, путешествуя по России, Орскую крепость посетил цесаревич Александр Николаевич (будущий царь Александр II). С ним путешествовал и великий русский поэт В. А. Жуковский, который в своём дневнике оставил рисунок полукаменной церкви на горе Преображенской.

## Тарас Шевченко
В 1830-х годах Орская крепость перестаёт быть пограничным укреплением и становится местом для ссылки. В крепости отбывали ссылку декабристы и участники польских восстаний; наиболее известным поляком был Ян Виткевич, проходившим службу и проведший в крепости несколько лет (с 1824 года).
Т. Г. Шевченко пробыл в Оренбургском крае десять лет, из них около полутора лет в два срока — с июня 1847 года по май 1848 года и с 12 мая по 5 сентября 1850 года — в Орской крепости в звании рядового третьей роты пятого линейного батальона.
Орская крепость, куда сначала попал рекрут Шевченко, представляла пустынное захолустье. «Редко, — писал Шевченко, — можно встретить подобную бесхарактерную местность. Плоско и плоско. Местоположение грустное, однообразное, тощие речки Урал и Орь, обнажённые серые горы и бесконечная Киргизская степь…».
В 1959 году в Орске был поставлен памятник Тарасу Шевченко. Имя Шевченко носят Орский педагогический институт, одна из городских библиотек и улица Шевченко.

## В культуре
- Пушкин упомянул Орскую крепость в своей «Истории Пугачёва» (в тексте, архивных выписках и черновиках). Крепость описана также в «Летописи» П. И. Рычкова и мемуарах И. И. Осипова и И. С. Полянского[4].
- Она фигурирует в биографическом фильме Тарас Шевченко (1951).